# The Crooked Man
The Adventure of the Crooked Man (O Aleijado ou O Homem Torto) é um conto de Sir Arthur Conan Doyle protagonizado por Sherlock Holmes e Dr. Watson e publicado pela primeira vez na Strand Magazine em julho de 1893 com 7 ilustrações de Sidney Paget. Esta é a única história escrita por Doyle em que Holmes responde a Watson usando a exclamação "Elementar!" (mas não "Elementar, meu caro Watson"):
— Excelente! — exclamei.

— Elementar. É um dos casos em que a pessoa que raciocina pode produzir um efeito que parece extraordinário ao interlocutor, porque este deixou de perceber um pequeno detalhe que é a base da dedução. [...]

## Enredo
Sherlock Holmes faz uma visita a Dr. Watson em uma hora e momento um pouco peculiares, tarde da noite, e com muita chuva, para pedir que o médico acompanhasse-o numa de suas investigações. O coronel James Barclay foi assassinado de uma forma aparentemente violenta, e sua esposa Nancy é uma das principais suspeitas da polícia, mas Holmes não confia tanto nesta hipótese e, tendo descoberto pegadas de um homem e de um pequeno animal, resolve investigar o caso abordando-o "por outro ângulo", para evitar que um inocente vá para a prisão. A srta. Morrison, que estivera junto com a esposa do coronel pouco antes do aparente crime, revela a Holmes que esta fora abordada numa rua escura por um aleijado de rosto assustador com quem conversara por uns momentos. Esta é mais uma daquelas histórias (como A Aventura do "Gloria Scott e outras) em que um personagem de um passado remoto vem assombrar o presente. 